# Arrondissement di Mende
L'arrondissement di Mende è un arrondissement dipartimentale della Francia situato nel dipartimento della Lozère, nella regione dell'Occitania.

## Storia
Fu creato nel 1800, sulla base dei preesistenti distretti. Nel 1926 vi fu integrato l'arrondissement soppresso di Marvejols.

## Composizione
L'arrondissement è composto da 135 comuni raggruppati in 18 cantoni:
- cantone di Aumont-Aubrac
- cantone di Le Bleymard
- cantone di La Canourgue
- cantone di Chanac
- cantone di Châteauneuf-de-Randon
- cantone di Fournels
- cantone di Grandrieu
- cantone di Langogne
- cantone di Le Malzieu-Ville
- cantone di Marvejols
- cantone di Mende-Nord
- cantone di Mende-Sud
- cantone di Nasbinals
- cantone di Saint-Alban-sur-Limagnole
- cantone di Saint-Amans
- cantone di Saint-Chély-d'Apcher
- cantone di Saint-Germain-du-Teil
- cantone di Villefort